# Moucherolle à queue-de-pie
Muscipipra vetula
Genre
Espèce
Statut de conservation UICN

 LC  : Préoccupation mineure
Le Moucherolle à queue-de-pie (Muscipipra vetula), également appelé Moucherolle de Lichtenstein, est une espèce de passereaux de la famille des Tyrannidae. D'après Alan P. Peterson, c'est une espèce monotypique. C'est la seule espèce du genre Muscipipra.
Il peuple la forêt secondaire et les abords de zones humides et montagneuses du sud de la forêt atlantique.